# Милен Керемедчиев
Милен Керемедчиев е български политик и дипломат.

## Биография
Роден е във Варна на 27 септември 1968 г. Завършва New Indian School в Кувейт и „Икономика и управление на транспорта“ в Университета за национално и световно стопанство. Специализира в Центъра за обучение на SITA в Атланта и в Societe generale de Service. Владее английски, руски и арабски език.
Първоначално работи в частни компании: TNT Express Worldwide, Euromar Ltd, Intermegan Ferrymasters Ltd, „Дискордия“ ООД, авиокомпаниите „Феникс Еър“ и „Джес Еър“.
Заема постовете главен секретар на Министерството на икономиката, след това заместник-министър на икономиката (в кабинета „Сакскобургготски“ от 2002 г.), по-късно е заместник-министър на външните работи – от 2007 г. Бил е координатор на Пакта за стабилност за Югоизточна Европа, генерален консул на България в Дубай, както и изпълнителен директор на „Български пощи“ до 2011 г.
След това заема важни длъжности в частния бизнес. Представител е на австрийската „Майнъл Банк“ в България и вицепрезидент на консултантската компания „Артон Капитал“, която има офиси в Англия, Канада и Обединените арабски емирства.
На парламентарните избори през юли 2021 г. и октомври 2022 г. е кандидат-депутат от основаната от Слави Трифонов партия "Има Такъв Народ". Също така той е номиниран за министър на външните работи в предложения от Слави Трифонов проектокабинет след изборите за XLVI народно събрание.